# PGC 72179
LEDA/PGC 72179 ist eine Spiralgalaxie vom Hubble-Typ Sc im Sternbild Pegasus nördlich der Ekliptik. Sie ist schätzungsweise 342 Millionen Lichtjahre von der Milchstraße entfernt. Möglich ist eine gravitative Bindung mit NGC 7737.